# Autodefensas Unidas de Colombia
Las Autodefensas Unidas de Colombia (AUC) fueron una organización paramilitar, narcotraficante, terrorista y contrainsurgente de extrema derecha que participó en el conflicto armado interno en Colombia entre 1997 hasta su desmovilización en 2006, con antecedentes de grupos paramilitares y dejando posteriores grupos disidentes y neoparamilitares. Se consolidó como agrupación de varios grupos paramilitares el 18 de abril de 1997 para combatir a las guerrillas como: FARC-EP, ELN y disidencias del EPL. Recibieron el apoyo de políticos, militares, ganaderos, empresarios y personas del común.
Las AUC fueron clasificadas como una organización terrorista por el Gobierno de Colombia, la Unión Europea y por Estados Unidos (hasta 2014). Human Rights Watch las calificó de «sexta división» de las fuerzas gubernamentales. En 2006 se desmovilizaron los 30 150 hombres que, según el alto comisionado para la paz Luis Carlos Restrepo, pertenecían a las AUC.  Tras el proceso de desmovilización liderado por el gobierno de Álvaro Uribe (2003-2006), varios de sus principales miembros comandantes terminaron siendo extraditados como narcotraficantes a los Estados Unidos, posteriormente juzgados y pagaron condenas privativas de la libertad. Otros integrantes de las AUC incurrieron nuevamente en su accionar delictivo, y conformaron varios grupos neoparamilitares denominados Bandas criminales emergentes (Bacrim) o Grupos Armados Organizados, entre ellos las Águilas Negras y las Autodefensas Gaitanistas de Colombia (Clan del Golfo).
Se financiaron con el narcotráfico, de la misma forma que la contribución voluntaria de privados se citó como actividad más o menos rentable.
Fue uno de los grupos armados que más víctimas ha dejado en Colombia, con 94 754 asesinatos atribuidos junto a otros grupos paramilitares; aún se siguen encontrando varias fosas comunes donde al parecer hay más de 40 000 cadáveres. Son responsables de torturas, asesinatos, desplazamiento forzado, masacres, despojo de tierras y del 44 % de los desalojos en el país, según la Consultoría para los Derechos Humanos y el Desplazamiento (CODHES). Según las Naciones Unidas, las AUC son responsables de 80 % de los asesinatos de civiles del conflicto armado interno en Colombia.

## Historia

### Antecedentes
Durante las guerras civiles del siglo XX entre liberales y conservadores los grandes latifundistas financiaron y conformaron ejércitos privados para que protegieran sus tierras de un bando u otro. A partir de la violencia de los años 50 tras el Bogotazo, mientras que la Policía trabajando para el gobierno conservador de turno armaba a los campesinos llamados "Chulavitas", para atacar a las poblaciones liberales y asegurar el triunfo del partido conservador, los terratenientes utilizaron a los llamados “Pájaros o Guerrillas de Paz” con el fin de salvaguardar sus propiedades de los "Cachiporros" y bandoleros y extenderse territorialmente. En los años 50, el Coronel Sierra Ochoa (gobernador militar de Caldas y que combatió a las guerrillas liberales del llano) sistematizó esta política de represión y en febrero de 1962, luego de una visita al país del General William P. Yarborough, Director de investigaciones del Centro de Guerra Especial de Fort Bragg (Carolina del Norte, Estados Unidos), encargado de revaluar la estrategia militar de Estados Unidos en Vietnam, Argelia y Cuba, redactó un Suplemento Secreto al Informe de su visita que hablaba de la creación de organizaciones de “tipo antiterrorista” y para la “lucha anticomunista”,  en los siguientes términos: “Debe crearse ahora mismo un equipo en el país acordado para seleccionar personal civil y militar con miras a un entrenamiento clandestino en operaciones de represión, por si se necesitaren después”.
En desarrollo de esta estrategia contrainsurgente, y sustentada en la Doctrina de la seguridad nacional, el 25 de diciembre de 1965 el gobierno de Guillermo León Valencia expide el Decreto 3398 (luego Ley 48 de 1968 durante el gobierno de Carlos Lleras Restrepo) que permite a las Fuerzas Militares organizar la "defensa nacional", "defensa civil" y entrenar, dotar de armas de uso privativo a habitantes en zonas de conflicto y constituir grupos armados de autodefensa coordinados por el Ejército Nacional. con la finalidad de involucrarlos directamente en la confrontación y los apoyara en la lucha contrainsurgente, es decir estas normas fueron el fundamento legal para la promoción y organización de las autodenominadas "autodefensas", o paramilitares. Esta normativa fue declarada inexequible o inconstitucional por la Corte Suprema de Justicia el 25 de mayo de 1989. Desde 1969 se emitieron una serie de Manuales y Reglamentos Contraguerrillas por el Ejército Nacional de Colombia, los cuales evidenciarían la creación de grupos paramilitares bajo la aprobación del gobierno colombiano.
En 1979, presumiblemente el cuarto frente de las FARC-EP, secuestraron al padre de los hermanos ganaderos Castaño Gil (Fidel, Vicente y Carlos) Jesús Castaño en Amalfi, Antioquia torturándolo y asesinándolo pese a que sus hijos habían pagado la mitad del rescate exigido por los captores. Después en 1981 es secuestrada Martha Nieves Ochoa hija de Fabio Ochoa Restrepo (hermana de los narcotraficantes del Cartel de Medellín Jorge Luis, Juan David y Fabio Ochoa Vásquez) por la guerrilla del M-19 en Medellín y después el Cartel de Medellín crea un grupo llamado Muerte A Secuestradores (MAS) con apoyo de todos los miembros incluido Pablo Escobar.

#### Autodefensas de Puerto Boyacá

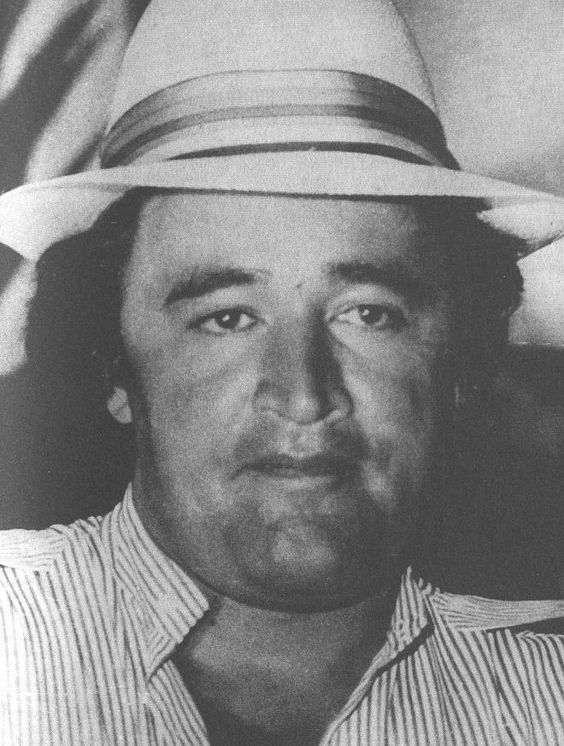
Gonzalo Rodríguez Gacha El Mexicano miembro del Cartel de Medellín.

Entre 1982 y 1993 se desarrolló el origen y colapso de las primeras Autodefensas de Puerto Boyacá, en el Magdalena Medio comandadas por Henry Pérez y su padre Gonzalo. Tras el asesinato de ambos líderes, el exoficial del Ejército Nacional Luis Meneses alias Ariel Otero comandó el grupo paramilitar hasta ser asesinado meses después.
Tras el asesinato del dirigente liberal y precursor del paramilitarismo de Puerto Boyacá, Pablo Guarín, a fines de 1987, Gonzalo Rodríguez Gacha El Mexicano líder del Cártel de Medellín se entrevistó con Henry Pérez. Ambos acordaron en contratar instructores y mercenarios extranjeros para preparar a escoltas con el fin de prevenir nuevos ataques de las guerrillas contra las estructuras paramilitares.
El “curso” fue bautizado con el nombre de “Pablo Guarín Vera” y los alumnos seleccionados: 20 del Magdalena Medio, escogidos por Pérez; 20 de Pacho, escogidos por El Mexicano; 5 de los Llanos, escogidos por Víctor Carranza, y 5 de Medellín, escogidos por Pablo Escobar.
El paramilitarismo que surgió en la década de 1980 en el Magdalena Medio se constituyó en la experiencia piloto de grupos de autodefensa en Colombia destinados a combatir a las guerrillas izquierdistas. También sentó las bases para la conformación de las Autodefensas Campesinas de Córdoba y Urabá que posteriormente fueron grupo base de las AUC, de hecho los hermanos Castaño, recibieron entrenamiento por parte de las Autodefensas de Puerto Boyacá.

#### Autodefensas Campesinas de Córdoba y Urabá
Conocidas inicialmente como Muerte a Revolucionarios del Nordeste, empezaron como el grupo comandado por Carlos y Fidel Castaño como respuesta al secuestro y asesinato de su padre Jesús Alberto Castaño al parecer por el Frente 4 de las FARC-EP en 1981.
En Urabá el primer reducto paramilitar se creó en la hacienda "Las Tangas", propiedad de los hermanos Castaño, a finales de la década de 1980. Bajo el nombre de "Los Tangueros" perpetraron en 1988 la masacre de Honduras y La Negra, en Turbo (Antioquia).
La desmovilización del Ejército Popular de Liberación (EPL) ante la Asamblea Constituyente de 1991 fue uno de los aspectos que permitieron el crecimiento del grupo paramilitar. Sin embargo, disidentes de esta guerrilla y algunos miembros de las FARC-EP comenzaron a asesinar a desmovilizados sospechosos por haberse aliado con los Castaño, quienes entretanto utilizaban a exmilitantes del EPL para ejecutar asesinatos selectivos. De esta manera, los desmovilizados del EPL fueron claves para la creación de las Autodefensas Campesinas de Córdoba y Urabá (ACCU) en 1995.
Entretanto, en 1992 los Castaño habían formado parte de Los Pepes (Perseguidos por Pablo Escobar), en alianza con el Cartel de Cali, enemigos de Pablo Escobar, para llevar a cabo una guerra contra el capo, el cual los estaba persiguiendo. Se ha especulado que durante este período de transición, la organización colaboró con el Bloque de búsqueda para neutralizar a Escobar. En 1994 Fidel Castaño fue asesinado y el mando de la organización fue asumido por su hermano Carlos.

#### Autodefensas Campesinas de Magdalena Medio
A partir de 1993, durante el período subsiguiente al desplome de las Autodefensas de Puerto Boyacá, comenzó un proceso de autonomización de varios grupos de autodefensa subordinados a la estructura de Puerto Boyacá. Entre los que se destacan están las Autodefensas de Puerto Boyacá (APB), organización reconfigurada en 1996 y comandadas por Arnubio Triana Botalón; y las Autodefensas Campesinas del Magdalena Medio (ACMM), dirigidas por Ramón Isaza.
A lo largo de su historia se le responsabiliza a esta organización de cometer varios delitos entre ellos, narcotráfico, secuestro, tortura, expropiación de tierras y extorsión a funcionarios públicos, asesinatos de líderes sociales, indígenas, violación, desaparición de políticos o simpatizantes de izquierda y campesinos.

### Cooperativas de Vigilancia (Convivir)
Las cooperativas de vigilancia (Convivir) fueron creadas durante el gobierno de César Gaviria, pero fue durante la presidencia de Ernesto Samper que esta figura se extendió a todo el país. Durante la vigencia de estas cooperativa se crearon más de 500 entidades rurales de seguridad donde trabajaron 15 000 personas aproximadamente. En este contexto, en Urabá las zonas de operación de las Convivir fueron las mismas en las que se presentaron acciones de los paramilitares. Es así que el paramilitar Ever Veloza HH declaró que éstas cooperativas dieron inicio a la operación paramilitar en toda Colombia.

### Conformación de las AUC
Al conformarse las AUC el 18 de abril de 1997, las Autodefensas Campesinas de Córdoba y Urabá, las del Magdalena Medio y las de los Llanos Orientales se unieron creando las Autodefensas Unidas de Colombia (AUC) que en la práctica se trató de una federación de grupos regionales cuya presencia en el territorio del país experimentó un crecimiento sin precedentes durante los diálogos de paz entre el gobierno de Andrés Pastrana y las FARC-EP (1998-2002).
Posteriormente, en diciembre del mismo año, aprovechando la declaración por parte de las AUC de una tregua unilateral durante la época de Navidad, las FARC-EP atacaron el cuartel general de Carlos Castaño en el Nudo de Paramillo. La retaliación a la incursión guerrillera, que por poco le cuesta la vida al comandante de las autodefensas, no se hizo esperar y, en enero de 1999, las ACCU asesinaron a 130 personas por tener supuestos vínculos con la subversión.
Dentro del clan de los hermanos Castaño, Fidel y Carlos concentraban la atención de la opinión pública, mientras Vicente fue asumiendo las riendas de las autodefensas ya que conseguía dinero para el sostenimiento de las AUC. Fue él quien consolidó los primeros bloques de autodefensa encargándose de expandir el fenómeno paramilitar. A mediados de 2001 se reformó el estado mayor de las AUC y una cúpula de varios comandantes asumió la comandancia de la organización. Según una sentencia del Tribunal de Justicia y paz, los grupos paramilitares expandieron sus redes criminales y fortalecieron sus nexos con la clase dirigente bajo la fachada de las Convivir.

#### Bloque Central Bolívar
En el año 2000 se conformó el Bloque Central Bolívar bajo el mando militar de Javier Montañez ‘Macaco’ y de 'Julián Bolívar',y mando político de Ernesto Báez. Fusionando los grupos paramilitares de sur de Bolívar, Santander, Puerto Berrío, Yondó, Bajo Cauca y Nariño. Tras el retiro de Carlos Castaño de la jefatura principal de las AUC, se independizan de la organización en junio de 2002, dividiéndose a su vez en 9 sub-bloques, 11 frentes e intentaron conformar un bloque en Venezuela, frustrado con la muerte de Gustavo Alarcón. Se desmovilizó el 31 de enero de 2006 con 7603 hombres. La Fiscalía tiene reportadas más de 14 000 víctimas. El grupo tendría un ideario político afín al gobierno de Álvaro Uribe Vélez. En 2017 fueron condenados 32 de sus integrantes por 966 crímenes entre 1999 y 2006. Asociado al narcotráfico con 'Memo Fantasma'.

### Desmovilización

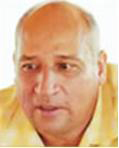
Vicente Castaño.

Salvatore Mancuso y Vicente Castaño convencieron a los comandantes de las AUC de sentarse en la mesa de negociación con el gobierno de Álvaro Uribe. Como resultado, a mediados de 2003, el grupo firmó un acuerdo de desmovilización con dicho gobierno, dando inicio a un proceso, encabezado por Salvatore Mancuso, en el que las AUC aceptó un armisticio como requisito para una negociación con el gobierno. En 2004 según versiones del gobierno de Álvaro Uribe, miembros de las AUC asesinaron a Carlos Castaño por orden de su hermano Vicente, según las investigaciones de la Fiscalía General de la Nación. El cadáver de Carlos, hallado e identificado en agosto de 2006 por las autoridades y varios miembros forenses, se encontraba en Montería, en una zona rural llamada Las Tangas, localidad donde se formaron las primeras facciones paramilitares de las Autodefensas. Uno de los integrantes del grupo, Jesús Roldán Monoleche, suministró la información sobre el cadáver luego de su desmovilización.
Pese a ello, las negociaciones siguieron su curso teniendo como principal escenario la vereda Santa Fe de Ralito en el municipio de Tierralta en el departamento de Córdoba, conocidas también como las conversaciones de Ralito. Sin embargo, ante el vacío jurídico, el gobierno impulsó una ley en el Congreso, conocida como Ley de Justicia y Paz. Esta ley fue aprobada en 2005 y la Corte Constitucional de Colombia modificó, durante la revisión de la misma, varios apartes de la ley, implantando la exigencia de que quienes mintieran o no confesaran todos sus delitos perderían los beneficios jurídicos que otorgaba dicha ley. Las AUC se desmovilizó tras los diálogos de paz en un proceso bajo la verificación de la Organización de los Estados Americanos (OEA). Las desmovilizaciones se iniciaron el 25 de noviembre de 2003 en Medellín con el bloque Cacique Nutibara y terminaron el 15 de agosto de 2006 con el bloque Elmer Cárdenas. Fueron 38 actos en los que se desmovilizaron 30 150 integrantes de estos grupos armados. Los jefes de las AUC fueron recluidos principalmente en el Centro Penitenciario La Paz (Itagüí). Posteriormente se conocieron documentos y grabaciones telefónicas que hacían creer que algunos de sus miembros seguían delinquiendo desde la cárcel. Adicionalmente, algunos líderes locales no se acogieron al acuerdo de la desmovilización, volvieron a tomar las armas o crearon grupos criminales posteriormente.
El proceso de desmovilización tuvo varias fallas, que permitieron que algunos de los grupos paramilitares no se hayan desmovilizado, o que en su defecto varios de sus integrantes regresen individualmente hacia una vida criminal. Además, varios informes de prensa han revelado que algunos miembros siguieron delinquiendo desde la cárcel.
Según la Federación Internacional por los Derechos Humanos (FIDH), en informe emitido en octubre de 2007, al Estado "le ha faltado voluntad real de juzgar y desmantelar a los grupos paramilitares" y que las versiones libres que debían entregar los paramilitares a los jueces del proceso "se han convertido en apología al delito y al paramilitarismo". Agregaba que las víctimas que habían asistido a las audiencias no recibían las condiciones adecuadas de seguridad ya que "16 de ellas ya han sido asesinadas en total impunidad", asegura además que el número de desplazados seguía en aumento "a pesar de la supuesta desmovilización de los grupos paramilitares, los cuales siguen operando en las diferentes regiones del país". Por su parte, el expresidente Andrés Pastrana afirmó que dicho proceso había servido para legalizar a capos del narcotráfico que se hicieron pasar por jefes paramilitares. El gobierno Uribe calificó las críticas de Pastrana como "un sartal de sandeces".

### Extradición de máximos líderes

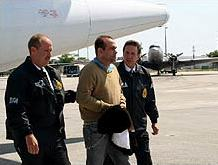
Salvatore Mancuso, fue extraditado el 13 de mayo de 2008.

Se presentaron múltiples denuncias en los medios de comunicación en las que se aseguró que varios de los desmovilizados seguían delinquiendo desde la cárcel, situación por la que deberían perder los beneficios judiciales.
El 7 de mayo de 2008 el gobierno extraditó a Carlos Mario Jiménez Macaco a los Estados Unidos. La semana siguiente, en un operativo sorpresa, fueron extraditados a los Estados Unidos 13 ex paramilitares, dentro de ellos estaban varios de los máximos jefes paramilitares que se habían sometido a la Ley de Justicia y Paz. El gobierno dijo que habían incumplido con los requerimientos del proceso. Varias asociaciones de víctimas dijeron estar en contra de dicha medida puesto que en los Estados Unidos únicamente serán juzgados por el delito de narcotráfico y las víctimas no podrán acceder a la verdad y reparación. Dentro de los extraditados se encontraban Salvatore Mancuso, Diego Fernando Murillo Don Berna, y Rodrigo Tovar Jorge 40, entre otros.

## Estructura militar
Se organizaron en bloques de varios departamentos y regiones. Se estima que eran organizadas en 21 grupos al momento de su desmovilización y eran representados políticamente por Carlos Castaño y Salvatore Mancuso, entre otros. A partir de 1997 distintos grupos paramilitares de varias regiones del país se reunieron bajo la bandera de las AUC, con el propósito de presentarse como una organización con un mando unificado, un plan nacional, una coordinación multiregional de las acciones y una agenda con pretensiones programáticas y políticas, todo con miras a lograr un espacio en la negociación con el Estado y un estatus que garantizara, a futuro, su reconocimiento como actor político. Estaban conformadas por 40 estructuras (bloques y frentes principales), de las cuales 34 se desmovilizan.
| Estructura Principal                                                       | Divisiones                                                                       | Zonas de actividades                                    |                                            |                                                                                |           |
| -------------------------------------------------------------------------- | -------------------------------------------------------------------------------- | ------------------------------------------------------- | ------------------------------------------ | ------------------------------------------------------------------------------ | --------- |
| Estructura Principal                                                       | Divisiones                                                                       | Zonas de actividades                                    | Autodefensas Campesinas de Córdoba y Urabá | Autodefensas Campesinas del Sur del Magdalena e Isla de San Fernando (ACSMISF) | Magdalena |
| Bloque Cacique Nutibara                                                    | Antioquia.                                                                       |                                                         | Autodefensas Campesinas de Córdoba y Urabá |                                                                                |           |
| Bloque Catatumbo                                                           | Norte de Santander, Región del Catatumbo                                         |                                                         | Autodefensas Campesinas de Córdoba y Urabá |                                                                                |           |
| Bloque Centauros                                                           | Meta, Casanare, Guaviare, Cundinamarca                                           |                                                         | Autodefensas Campesinas de Córdoba y Urabá |                                                                                |           |
| Bloque Calima Frentes: Ortega,Quimbaya, Occidente y Héroes de Tolová       | Valle del Cauca, Cauca Huila                                                     |                                                         | Autodefensas Campesinas de Córdoba y Urabá |                                                                                |           |
| Bloque Córdoba                                                             | Córdoba                                                                          |                                                         | Autodefensas Campesinas de Córdoba y Urabá |                                                                                |           |
| Bloque Héroes de Granada                                                   | Antioquia                                                                        |                                                         | Autodefensas Campesinas de Córdoba y Urabá |                                                                                |           |
| Frente Héroes de Tolova                                                    | Córdoba                                                                          |                                                         | Autodefensas Campesinas de Córdoba y Urabá |                                                                                |           |
| Bloque Metro                                                               | Antioquia.                                                                       |                                                         | Autodefensas Campesinas de Córdoba y Urabá |                                                                                |           |
| Bloque Mineros                                                             | Antioquia.                                                                       |                                                         | Autodefensas Campesinas de Córdoba y Urabá |                                                                                |           |
| Bloque Norte,:Frente La Gabarra, Autodefensas de Santander y sur del Cesar | Magdalena, Atlántico, Bolívar, César,Sucre, Córdoba, Norte de Santander          |                                                         | Autodefensas Campesinas de Córdoba y Urabá |                                                                                |           |
| Bloque Héroes de los Montes de María Frente Golfo de Morrosquillo          | Sucre y Bolívar                                                                  |                                                         | Autodefensas Campesinas de Córdoba y Urabá |                                                                                |           |
| Bloque Pacífico, Frente Héroes del Chocó                                   | Chocó                                                                            |                                                         | Autodefensas Campesinas de Córdoba y Urabá |                                                                                |           |
| Bloque Suroeste Antioqueño                                                 | Antioquia.                                                                       |                                                         | Autodefensas Campesinas de Córdoba y Urabá |                                                                                |           |
| Bloque Tolima                                                              | Tolima                                                                           |                                                         | Autodefensas Campesinas de Córdoba y Urabá |                                                                                |           |
| Bloque Bananero                                                            | Antioquia.                                                                       |                                                         | Autodefensas Campesinas de Córdoba y Urabá |                                                                                |           |
| Bloque Noroccidente Antioqueño                                             | Antioquia.                                                                       |                                                         | Autodefensas Campesinas de Córdoba y Urabá |                                                                                |           |
| Frente Capital                                                             | Bogotá                                                                           |                                                         | Autodefensas Campesinas de Córdoba y Urabá |                                                                                |           |
| Contrainsurgencia Wayuu                                                    | La Guajira                                                                       |                                                         | Autodefensas Campesinas de Córdoba y Urabá |                                                                                |           |
| Frente Héctor Julio Peinado Becerra                                        | Cesar y Norte de Santander                                                       |                                                         | Autodefensas Campesinas de Córdoba y Urabá |                                                                                |           |
| Frente La Mojana                                                           | Sucre y Bolívar                                                                  |                                                         | Autodefensas Campesinas de Córdoba y Urabá |                                                                                |           |
| Frente Resistencia Tayrona                                                 | Magdalena                                                                        |                                                         | Autodefensas Campesinas de Córdoba y Urabá |                                                                                |           |
| Bloque Central Bolívar.                                                    | Bloque Central Bolívar                                                           | Bolívar, Santander, Caldas, Quindío,Risaralda.          |                                            |                                                                                |           |
| Bloque Central Bolívar.                                                    | Bloque Libertadores del Sur                                                      | Nariño                                                  |                                            |                                                                                |           |
| Bloque Central Bolívar.                                                    | Bloque Nordeste Antioqueño, Bajo Cauca y Magdalena Medio                         | Antioquia                                               |                                            |                                                                                |           |
| Bloque Central Bolívar.                                                    | Bloque Sur del Putumayo                                                          | Putumayo                                                |                                            |                                                                                |           |
| Bloque Central Bolívar.                                                    | Bloque Vencedores de Arauca                                                      | Arauca                                                  |                                            |                                                                                |           |
| Bloque Central Bolívar.                                                    | Frente Cacique Pipintá                                                           | Risaralda y Caldas                                      |                                            |                                                                                |           |
| Bloque Central Bolívar.                                                    | Frente Héroes y Mártires de Guática                                              | Risaralda                                               |                                            |                                                                                |           |
| Bloque Central Bolívar.                                                    | Frente Vichada                                                                   | Vichada                                                 |                                            |                                                                                |           |
| Bloque Central Bolívar.                                                    | Frentes Próceres del Caguán, Héroes de los Andaquíes y Héroes de Florencia (FPC) | Caquetá                                                 |                                            |                                                                                |           |
| Autodefensas Campesinas del Magdalena Medio                                | Autodefensas Campesinas del Magdalena Medio                                      | Magdalena Medio Boyacá, Antioquia, Santander y Bolívar. |                                            |                                                                                |           |
| Autodefensas Campesinas del Magdalena Medio                                | Autodefensas Campesinas de Puerto Boyacá                                         | Magdalena Medio Boyacense                               |                                            |                                                                                |           |
| Autodefensas Campesinas del Magdalena Medio                                | Bloque Cundinamarca                                                              | Cundinamarca                                            |                                            |                                                                                |           |
| Autodefensas Campesinas del Magdalena Medio                                | Bloque Héroes de Gualivá                                                         | Cundinamarca                                            |                                            |                                                                                |           |
| Alianza Oriente                                                            | Autodefensas Campesinas del Meta y Vichada                                       | Meta y Vichada                                          |                                            |                                                                                |           |
| Alianza Oriente                                                            | Autodefensas Campesinas de Casanare                                              | Casanare                                                |                                            |                                                                                |           |
| Alianza Oriente                                                            | Frente Héroes del Guaviare                                                       | Guaviare                                                |                                            |                                                                                |           |
| Alianza Oriente                                                            | Frente Héroes de los Llanos                                                      | Meta                                                    |                                            |                                                                                |           |
| Estructuras Independientes                                                 | Bloque Elmer Cárdenas                                                            | Chocó, Antioquia, Córdoba, Boyacá.                      |                                            |                                                                                |           |
| Estructuras Independientes                                                 | Autodefensas de Ortega (Cauca) Autodefensas Campesinas de Sevilla                | Cauca y Valle del Cauca                                 |                                            |                                                                                |           |

## Financiación
Las AUC eran patrocinadas por grupos ganaderos, agroindustriales, terratenientes y narcotraficantes de las regiones donde operaban, debido a las amenazas y extorsiones de las guerrillas. Más del 70% de sus ingresos provenían del narcotráfico, igualmente se financiaban con la extorsión a comerciantes y empresarios pequeños, además de conseguir la propiedad legal o ilegal de una cantidad indeterminada de suelo agrícola y ganadero, el tráfico de armas y en el contrabando. También recibían dinero de multinacionales como Chiquita Brands, y la carbonera Drummond que operó en las zonas bajo su control. También recibieron colaboración de varios miembros de las Fuerzas Militares y mantuvieron estrechos vínculos con múltiples políticos colombianos, con el objetivo de ganar poder militar y político en el país.

## Crímenes y violaciones del Derecho Internacional Humanitario

### Asesinatos selectivos
Se atribuye a miembros de las AUC la responsabilidad de crímenes selectivos y numerosas masacres de grupos de oposición, de campesinos y de otros sectores que ellos consideran ser miembros y apoyos de las diferentes guerrillas u opuestos a sus intereses económicos y políticos capitalistas. Miembros de las AUC y en particular de anteriores grupos paramilitares participaron activamente en el aniquilamiento de militantes de la Unión Patriótica. De igual forma, son responsables de la muerte de indígenas, sindicalistas y militantes de grupos políticos de izquierda, aquellos que acusaban de ser colaboradores o seguidores de las guerrillas. Entre la década de los años 1980 y 2000, los grupos paramilitares ejecutaron a más de 15 000 personas y se apoderaron militarmente de «6 000 000 de hectáreas de tierra».

### Masacres
Según el Observatorio de Memoria del Conflicto las AUC ocasionan 4000 masacres y 260 000 muertos. Las autoridades han hallado fosas comunes donde estarían miles de personas asesinadas por este grupo, incluidos niños. La ubicación de muchas de estas fosas aún no se conoce públicamente. Varios jefes paramilitares sometidos al proceso de desmovilización han revelado la ubicación de algunas de ellas. Según informes de prensa, a finales de los años 1990 este grupo incrementó el número de masacres llegando al punto de cometer 1 masacre cada 2 días entre los años 1999 y 2000, tiempo en el que perpetraron más de 200 masacres por año. En algunos de los casos no ha sido posible establecer la veracidad (o falsedad) específica de dichas consideraciones de parte de las AUC, lo que indicaría que necesariamente tanto personas inocentes como culpables de dicha acusación habrían caído asesinadas por ese grupo de manera individual y colectiva.

### Torturas
Informes de prensa han revelado que algunos de los miembros de las AUC entrenaban a sus hombres en el descuartizamiento y desollamiento de personas vivas con el uso de motosierras y machetes, así como en tácticas de tortura para causar terror u obtener información. Varios desmovilizados de las AUC han relatado a las autoridades la manera cómo a los campos de entrenamiento algunos jefes paramilitares llevaban a varios campesinos amarrados en camiones para utilizarlos en cursos de instrucción que enseñaban a descuartizar personas vivas.
Según las investigaciones, el descuartizamiento de personas vivas tenía un triple objetivo, desparecer a las víctimas, usarlo como ritual de iniciación para insensibilizar a los combatientes jóvenes y facilitar el cavado de una fosa poco profunda puesto que el cuerpo descuartizado era más fácil de enterrar que el cuerpo entero. Otros métodos inusuales revelados por confesiones de antiguos miembros desmovilizados fue el de uso de serpientes venenosas para matar a sus víctimas. La orden la habría dado alias Jorge 40 a sus hombres del Bloque Norte para el momento en que tuvieran que asesinar a más de tres personas. El objetivo de este método era evitar que se considerara como masacre y se la atribuyeran al grupo puesto que el Derecho Internacional Humanitario califica como masacre actos de asesinato que incluyan a más de tres personas.

### Desplazamiento Forzado
Estos actos, entre otros más, causaron el desplazamiento forzado de millones de personas, así como la desaparición de cerca de 25 000 individuos durante las décadas de 1990 y 2000, muchos de ellos asesinados y enterrados en fosas comunes, arrojados al río, incinerados o devorados por medio del empleo de animales salvajes como caimanes o cocodrilos.

### Crímenes de guerra
Sus homicidios fuera de combate han sido considerados como crímenes de guerra tanto en Colombia como ante entidades jurídicas internacionales, además de haber sido consignados en informes de ACNUR, Human Rights Watch y otras ONGs que también han denunciado el reclutamiento de menores de edad.

## Relación con la Clase dirigente
Existen acusaciones y evidencias en Colombia y en el exterior sobre la colaboración de algunos miembros de las fuerzas policiales, militares y políticas con las AUC y otros grupos paramilitares.
La influencia de las AUC en la Clase dirigente a nivel regional y en algunos organismos estatales como el Departamento Administrativo de Seguridad (DAS) así como en las fuerzas armadas han sido motivo de controversia. El gobierno de Álvaro Uribe se ha visto envuelto en la polémica debido a que varios de las personas implicadas en esta infiltración paramilitar han sido aliados políticos o funcionarios de su gobierno como lo es el caso de Jorge Noguera exdirector del DAS.
Han surgido acusaciones y se han recaudado pruebas de la participación o colaboración directa o indirecta de congresistas y de algunos funcionarios estatales en actividades de las AUC, lo que en varios casos ha dado lugar a procesos judiciales en su contra. Igualmente han causado controversia algunas de las declaraciones de los líderes paramilitares ante los fiscales del proceso en los que han involucrado a varios políticos cercanos al presidente Uribe, incluidos su primo el congresista Mario Uribe y el vicepresidente de la nación Francisco Santos si bien este último fue desvinculado por no haber pruebas en su contra.
Carlos Castaño aseguró en su libro autobiográfico que existía el grupo de "Los Seis", a los que se refirió como "hombres al nivel de la más alta sociedad colombiana. ¡La crema y nata! del país" que asesoraban secretamente a Castaño en la conducción del grupo paramilitar. Por su parte Diego Fernando Murillo Don Berna, en declaraciones ante la justicia antes de ser extraditado a Estados Unidos en 2007, dijo que uno de Los Seis era Monseñor Isaías Duarte Cancino reconocido obispo de Apartadó que fue asesinado en 2002, la iglesia y algunos sectores de opinión rechazaron dichas afirmaciones.
El 28 de julio de 2004 inclusive los jefes paramilitares Salvatore Mancuso, Ramón Isaza y Ernesto Báez estuvieron en el congreso de la República de Colombia justificando todo lo que hicieron durante el Conflicto armado y fueron aplaudidos por todos los políticos que se encontraban ahí sentados escuchando.
En junio de 2008 el paramilitar conocido como El Iguano dijo que otro de los notables era José Miguel Narváez, exsubdirector del DAS, según el exparamilitar, Narváez fue una de las personas que más influyó en el asesinato del humorista Jaime Garzón y en el secuestro de la senadora Piedad Córdoba. En el mismo sentido, Ever Veloza HH, declaró en 2009 que el ganadero Rodrigo García habría sido otro de los "notables", García Caicedo había sido detenido en enero del mismo año.
El excoronel y mercenario israelí Yair Klein, quien en la segunda mitad de los años 80 entrenó a estos grupos paramilitares en Colombia, señaló que los entrenamientos que realizó en dicho país en los años 80 eran conocidos y estaban respaldados por el Gobierno de la época. Añadió que una de las personas que presenció los entrenamientos a los paramilitares en los años 80 y 90, fue posteriormente elegido Presidente de la República de Colombia, pero nunca dijo un nombre específico.

### Parapolítica

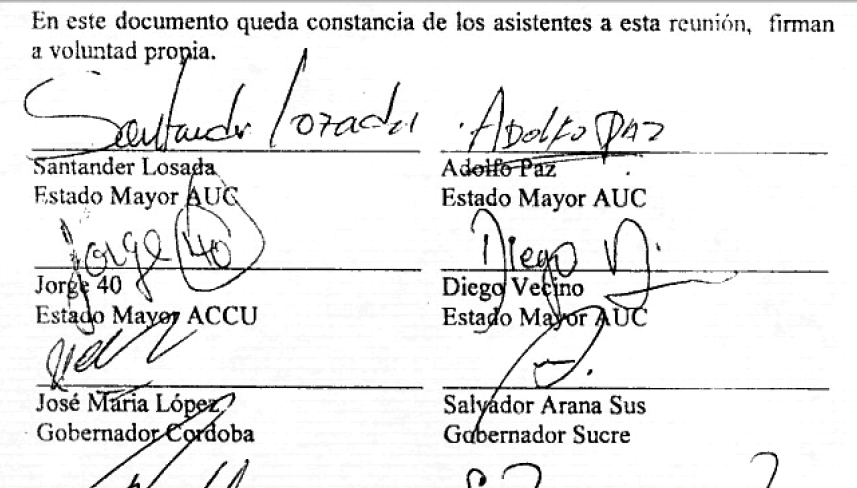
Fragmento del documento donde aparece la firma de los máximos jefes de las AUC junto a la de varios políticos en el llamado Pacto de Ralito.

Posterior al proceso de desmovilización, se desató un escándalo en el país al revelarse documentos e investigaciones que vinculaban a varios miembros de la clase política en Colombia con este grupo armado. Según las investigaciones judiciales y de prensa varios dirigentes políticos y funcionarios del gobierno se habrían beneficiado de estas alianzas por medio de la intimidación y la acción armada de los grupos paramilitares contra la población civil, algunos habrían presuntamente alcanzado cargos en alcaldías, concejos, asambleas municipales y gobernaciones así como en el Congreso de la República, la Presidencia y otros órganos estatales. A su vez algunos de los políticos desde sus cargos habrían desviado dineros para la financiación y conformación de grupos armados ilegales y habrían filtrado información para facilitar y beneficiar las acciones de estos grupos dentro de las que se incluyen masacres, asesinatos selectivos, desplazamiento forzado entre otras acciones criminales con el objetivo de extender su poder en el territorio nacional.
El escándalo fue llamado por los medios de comunicación como el escándalo de la "parapolítica", que tiene hoy a varios políticos en la cárcel. Uno de los documentos más controvertidos fue el llamado Pacto de Ralito, donde varios políticos firmaron un documento con los máximos líderes de este grupo que tenía como objetivo refundar la patria.

## Bacrim, GAO, GDO y grupos neoparamilitares
Los grupos ilegales surgidos después de la desmovilización de las AUC se conocen como Bandas Criminales (Bacrim), neoparamilitares, o Grupos Armados Organizados (GAO) o Grupos Delictivos Organizados (GDO), entre las que figuran las llamadas Águilas Negras. El gobierno de Colombia ha alegado que no se les puede seguir llamando "paramilitares" a grupos que exclusivamente trafican con drogas ilegales y sólo combaten a las guerrillas por el control de las mismas. En algunos casos, dichos grupos han realizado negocios con las mismas guerrillas a través de intermediarios como Daniel Barrera.En otros casos estas estructuras actúan en conjunto con agentes del Estado.
En 2008 se realizó en varias ciudades de Colombia y el mundo una marcha en contra de los Crímenes de Estado y del paramilitarismo. Seis personas que participaron en la organización y promoción local de dicha marcha fueron asesinadas, otras desaparecidas y otras varias amenazadas de muerte a través de correos electrónicos y comunicados, por parte de grupos paramilitares surgidos tras la desmovilización de las AUC y que son conocidos como las Águilas Negras. La ONU expresó su preocupación ante los asesinatos y amenazas.

## Reparación a las víctimas del conflicto
Aunque desde varios sectores existen dudas acerca de la forma como las AUC hacen su participación frente a las reclamaciones de justicia, verdad y reparación de parte de las víctimas, a la fecha existen más de 50 sentencias judiciales condenatorias frente al accionar de los comandantes que se acogieron a la Ley de Justicia y Paz. 
En dichos fallos se han documentado diferentes asesinatos de víctimas y así mismo la pervivencia del conflicto armado colombiano ha conllevado a casos en los cuales se han cometido asesinatos de personas que reclamaban reparación por hechos perpetrados por los grupos paramilitares.
Tal es el caso de la líder social Yolanda Izquierdo. Dicha situación continúa siendo polémica en Colombia. 
Es importante señalar que la reparación integral y la reconstrucción de la memoria histórica de las víctimas del paramilitarismo está amparada por la Ley de Víctimas y Restitución de Tierras (Ley 1448 de 2011).
Desde 2013, la Unidad para las Víctimas ha entregado indemnizaciones económicas a 1.725 víctimas por un valor superior a $26.210 millones en cumplimiento de sentencias de tribunales de Justicia y Paz.
En los fallos emitidos por los tribunales se ha logrado consolidar un trabajo detallado que ha permitido la identificación de hechos, víctimas y medidas de restitución, indemnización, rehabilitación, garantías de no repetición y satisfacción atendiendo a los daños causados a las víctimas y las comunidades afectadas. 

## Paramilitarismo en la cultura popular colombiana
- En la serie Tres Caínes del canal RCN del escritor Gustavo Bolívar se relata el origen de los hermanos Castaño, sus vínculos con el narcotráfico y la violación de derechos humanos.[152]
- En la música vallenata en los saludos, se registran algunos saludos a paramilitares y a personas relacionadas con estos grupos.[153]
- Los hermanos Zuleta en 2004 hicieron un saludo a la tierra paramilitar.[154]
- El documental Impunity (2012) de Hollman Morris  y Juan José Lozano.[155]
- Película La sierra . Producida y dirigida por Scott Dalton y Margarita Martínez.
- Referenciado en la película, Miami Vice .
- Carlos Castaño aparece en la segunda temporada de Narcos de Netflix .